# Villa Paula Albarracín de Sarmiento
Villa Paula Albarracín de Sarmiento é uma cidade da Argentina, localizada na província de San Juan